# Švicarska visoravan
Švicarska visoravan (njemački: Mittelland; francuski: Plateau suisse) predstavlja jednu od tri zemljopisne cjeline Švicarske Konfederacije zajedno s Jurskim gorjem i Alpama. Ukupno čini oko 30% površine Švicarske Konfederacije. Područje visoravni sastoji dijelom od ravnica i uglavnom od brežuljkastog reljefa čija je prosječna nadmorska visina između 400 i 600 metara. Švicarska visoravan najgušće je naseljen dio Švicarske i stoga najvažniji i najutjecajniji glede ekonomije i prijevoza.